# Teatro Maxim Gorki (Berlín)
Teatro Maxim Gorki de Berlín, (Maxim-Gorki-Theater) en el distrito céntrico de Dorotheenstadt con 440 localidades es el más pequeño de los teatros estatales de Berlín.
Llamado en homenaje al autor ruso Maxim Gorki es sede de la Academia de canto berlinesa.
Desde 1952, dentro del formalismo y como respuesta al teatro épico de Bertolt Brecht y el Berliner Ensemble inaugurándose con el estreno alemán de „Für die auf See“ de Boris Lawrenjow bajo la intendencia del discípulo de Konstantin Stanislavski, Maxim Vallentin.

## Literatura
- Heinrich Trost, Autorenkollektiv: Die Bau- und Kunstdenkmale in der DDR - Hauptstadt Berlin I, Henschelverlag, 1983
- Georg Dehio u.a.: Handbuch der Deutschen Kunstdenkmäler, Berlin, Deutscher Kunstverlag (1994), ISBN 3-422-03038-7, ISBN 978-3-422-03038-1
- Rolf Hosfeld: Kulturverführer Berlin 2005, Helmut Metz Verlag, Hamburg; ISBN 3-937742-02-6, ISBN 978-3-937742-02-1

## Enlaces
- Wikimedia Commons alberga una categoría multimedia sobre Teatro Maxim Gorki.
- Die Gegengründung  Berliner Zeitung 2002
- Deutsche Stiftung Denkmalschutz - Ehemalige Singakademie (Maxim-Gorki-Theater)

- Datos: Q460259
- Multimedia: Maxim-Gorki-Theater / Q460259